# 凝华
凝华（英語：desublimation）是指物质直接从气态变为固态的物态变化。凝华的过程需要放热。

## 例子
冬天常见的霜，是大气中的水蒸气凝华成小冰晶。
“雾凇”是一种凝华现象。
白炽灯壁变黑是钨蒸汽的凝华现象。
窗户内壁的冰花是一种凝华现象。